# Patricia Brooks
Patricia Brooks (New York, 7 novembre 1933 – New York, 22 gennaio 1999) è stata un soprano statunitense.

## Biografia
Nata a Manhattan, studiò alla High School of Music and Art. Inizialmente aveva considerato una carriera come danzatrice, ma un infortunio al ginocchio pose fine al suo percorso di studi con Martha Graham. Si preparò quindi per una carriera sulle scene, studiando recitazione con Uta Hagen e canto con Margaret Harshaw e Daniel Ferro. Esordì a Broadway nel 1960 interpretando una delle suore in The Sound of Music, ma lasciò il musical per esordire con la New York City Opera nell'ottobre dello stesso anno, facendo il suo debutto come Marianne ne Il cavaliere della rosa.
Nei diciassette anni seguenti si affermò come una dei soprani di punta della NYCP, cantando ventinove ruoli in sedici stagioni. Molto apprezzata per le ottime doti recitative, Brooks ottenne grandi successi per la sua "straordinaria" Manon e come Violetta ne La traviata: affrontò il ruolo nel 1966 accanto a Plácido Domingo in un nuovo allestimento diretto da Frank Corsaro e cantò la parte in numerose altre occasioni, anche accanto all'Alfredo di José Carreras e al debutto statunitense di Domingo come direttore d'orchestra nel 1973.
Il suo repertorio con la compagnia annoverava anche i ruoli di Gilda in Rigoletto, Lucia nella Lucia di Lammermoor, Mélisande in Pelléas et Mélisande, Adalgisa accanto alla Norma di Beverly Sills, Olympia e Antonia ne I racconti di Hoffmann, la Contessa e Susanna ne Le nozze di Figaro e Nedda in Pagliacci. Inoltre, cantò in ruoli da protagonista nelle prime mondiali di The Crucible di Robert Ward (1961), Natalia Petrovna di Lee Hoiby (1964) e Carry Nation di Douglas Moore (1966).
Oltre a New York, fu attiva anche alla Santa Fe Opera, dove esordì nel 1963 come Adele ne Il pipistrello e ove tornò più volte fino al 1968 come Violetta, Lulu, Manon in Boulevard Solitude, l'Enfant in L'Enfant et les sortilèges e come eponima protagonista ne Le rossignol. Nel 1970 fece il suo debutto all'Opera di Chicago come Sophie ne Il cavaliere della rosa. Esordì alla Royal Opera House nel 1969 nel ruolo della zarina di Šemacha ne Il gallo d'oro e, a livello internazionale, cantò anche a Santiago e Toronto.
Abbandonò le scene nel 1977 a causa della sclerosi multipla e si dedicò prima all'insegnamento e poi alla pittura. Fu sposata con Theodore D. Mann, co-fondatore del Circle in the Square Theatre, dal 1953 alla morte e la coppia ebbe due figli. Morì cinquantanovenne nel 1993 a causa delle complicazioni della malattia.